# Acacia taylori
Acacia taylori là một loài thực vật có hoa trong họ Đậu. Loài này được Brenan & Exell miêu tả khoa học đầu tiên.